# Eunidia tanzanicola
Eunidia tanzanicola là một loài bọ cánh cứng trong họ Cerambycidae.